# Kashmir (groupe)
Pour les articles homonymes, voir Kashmir.
Kashmir est un groupe danois de rock alternatif et indépendant.

## Histoire
Au printemps 1991, Eistrup, Tunebjerg et Techau forment un groupe de heavy blues sous le nom de Nirvana à Kastanievej Efterskole, une école secondaire de Frederiksberg, au Danemark. Peu après, ils commencent à se produire le jeudi soir au Ordrup Gymnasium, un lycée local. En 1993, ils terminent deuxièmes au DM i Rock, un concours national de concerts amateurs, derrière Dizzy Mizz Lizzy, et deviennent populaires au Danemark.
En 2000, le groupe remporte six Danish Music Awards : Meilleur groupe danois, Meilleur album danois, meilleur auteur-compositeur danois et meilleur album rock danois pour The Good Life ; meilleur producteur danois et Meilleure vidéo musicale danoise pour Mom in Love, Daddy in Space. En 2001, Lindstrand rejoint le groupe. En 2004, le groupe remporte quatre Danish Music Awards : « Meilleur groupe danois », « Meilleur album rock danois » pour Zitilites, « Meilleure vidéo musicale danoise » pour Rocket Brothers et « Meilleure pochette d'album » pour Zitilites.
Sur leur album No Balance Palace (2005), Lou Reed récite un poème d'Eistrup sur Black Building et David Bowie chante en duo avec Eistrup sur The Cynic. L'album est produit par Tony Visconti. Le 13 novembre 2009, Kashmir publie le premier single Mouthful of Wasps sur son site web. Le groupe annonce également sur Twitter que Trespassers, son sixième album, sortirait le 1er février 2010. Trespassers est produit par John O'Mahony et Andy Wallace, et enregistré aux studios Electric Lady de Jimi Hendrix à New York.
En 2017, le groupe se met en pause pour une durée indéterminée. En 2022, le groupe entame une nouvelle tournée. La tournée est prévue pour 2022, mais est reportée en raison de la pandémie de Covid-19.

## Discographie

### Albums studio
- 1992 : Cabaret
- 1994 : Travelogue
- 1996 : Cruzential
- 1999 : The Good Life (3e place des charts danois[6],[7])
- 2001 : Home Dead (11e place des charts danois[6])
- 2003 : Zitilites (1re place des charts danois[6], 92e aux Pays-Bas[8])
- 2005 : No Balance Palace (1re place des charts danois[6], 85e en Suisse[9], 89e au Mexique[10]
- 2010 : Trespassers (7e place des charts danois[6])
- 2013 : E.A.R (1re place des charts danois[6])

### Singles notables
- 1999 : Mom in Love, Daddy in Space
- 2003 : Rocket Brothers
- 2003 : Surfing the Warm Industry
- 2013 : Seraphina

### Album live
- 2005 : The Aftermath

### DVD
- 2004 : Rocket Brothers
- 2005 : The Aftermath  - A live concert from Store Vega, Copenhagen. November 2–3, 2004.
- 2009 : Mouth Full of Wasps // Video making of.....